# Термолюмінесценція

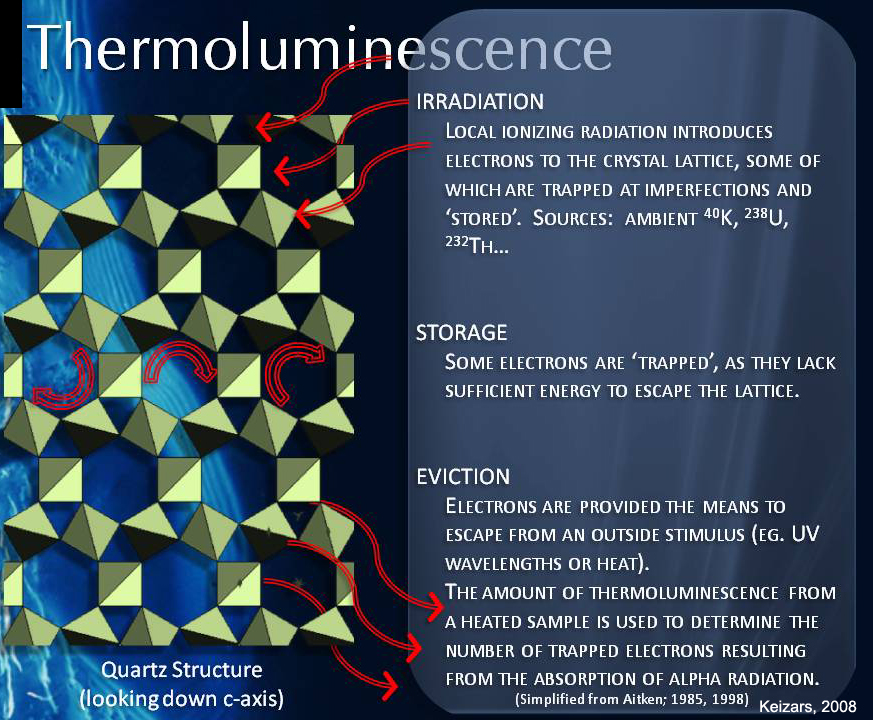
Три етапи термолюмінесценції, як це викладено Ейткеном (1985, 1998), на прикладі кварцових зерен (Keizars, 2008b).

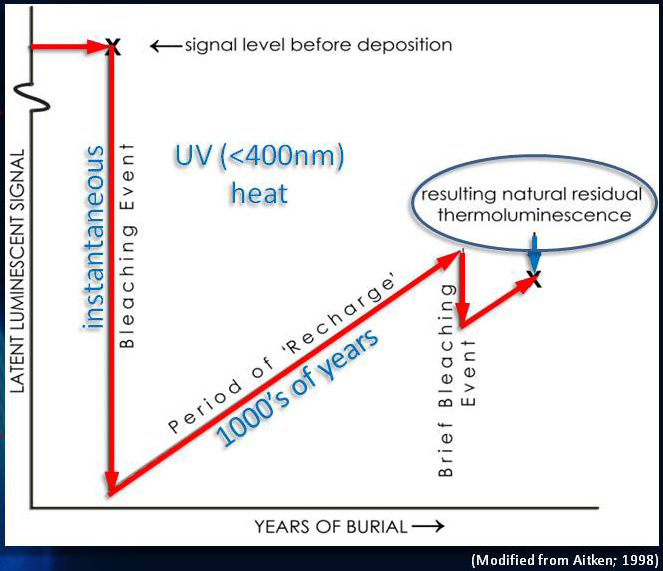
Процес наростання та затухання термолюмінесцентного сигналу, на прикладі пісків пляжу (Keizars, 2008)

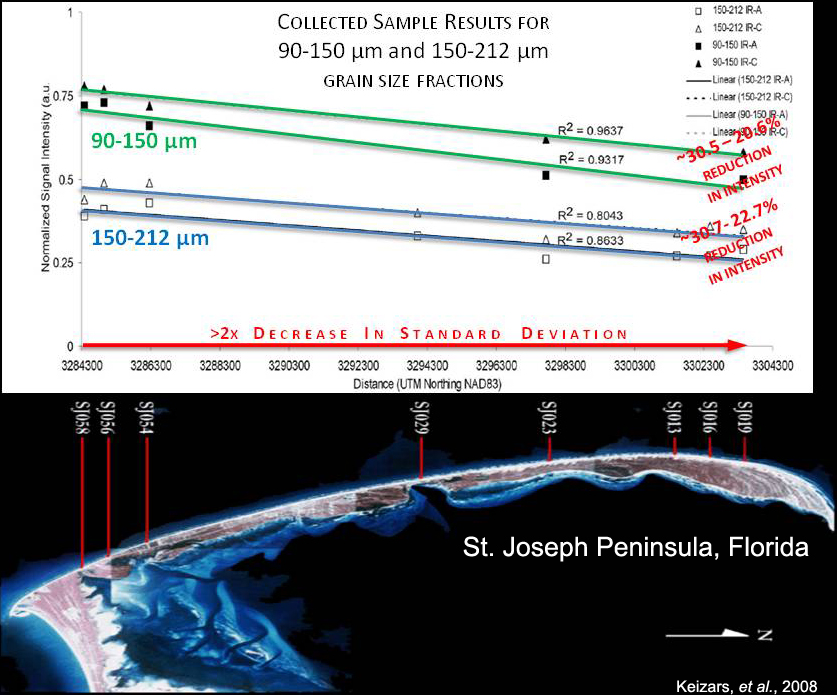
Втрата термолюмінесценції під час міграції двох фракцій пісків пляжу (Keizars, 2008).

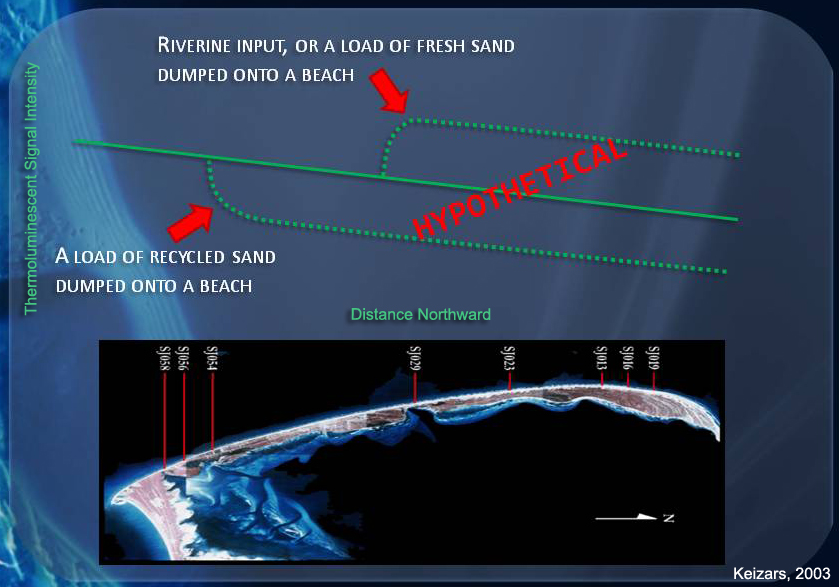
Illustrated method of passively monitoring sand input (Keizars, 2003).

Термолюмінесценція (рос. термолюминесценция, англ. thermoluminescence, нім. Thermolumineszenz f) — явище світіння деяких речовин при слабкому їх нагріванні.
- 1. Випромінення світла при підвищенні температури системи, яку перевели в збуджений стан при нижчій температурі.
- 2. Люмінесценція, що виникає в реакції між частинками, які знаходяться замкненими в твердій матриці та вивільняються при підвищенні температури.
- 3. Метод, що ґрунтується на вимірюванні характеристик люмінесценції, яка випромінюється певною речовиною (чи продуктом її реакції), як функції температури, яка змінюється за  спеціальною програмою.

Спостерігається у багатьох кристалофосфорів, мінералів, деяких стекол і органічних люмінофорів.

## Механізм явища
Механізм термолюмінесценції — рекомбінаційний. При нагріванні вивільнюються  електрони, захоплені пастками, відбувається випромінювальна рекомбінація їх з йонізаційними центрами люмінесценції. 

## Застосування
Термолюмінесценція застосовується при дослідженні енергетичного спектру електронних пасток в твердих тілах, а також в мінералогії. Центрами люмінесценції мінералів є різноманітні структурні дефекти, які визначаються умовами виникнення мінералів, а також ті, які виникають під час йонізуючого опромінення і інших зовнішніх впливах. Спектр термолюмінесценції мінералів і характер світіння несуть інформацію про природу центрів світіння, їх енергетичні параметри, вік порід, їх радіаційну та термічну історію. Найбільш інтенсивну і складну термолюмінесценцію мають мінерали, які містять домішки рідкісноземельних елементів (флюорит, апатит, ангідрит та ін.), а також багато силікатів (польовий шпат, кварц, содаліт та ін.), карбонати, сульфати.